# Cardiotocografía

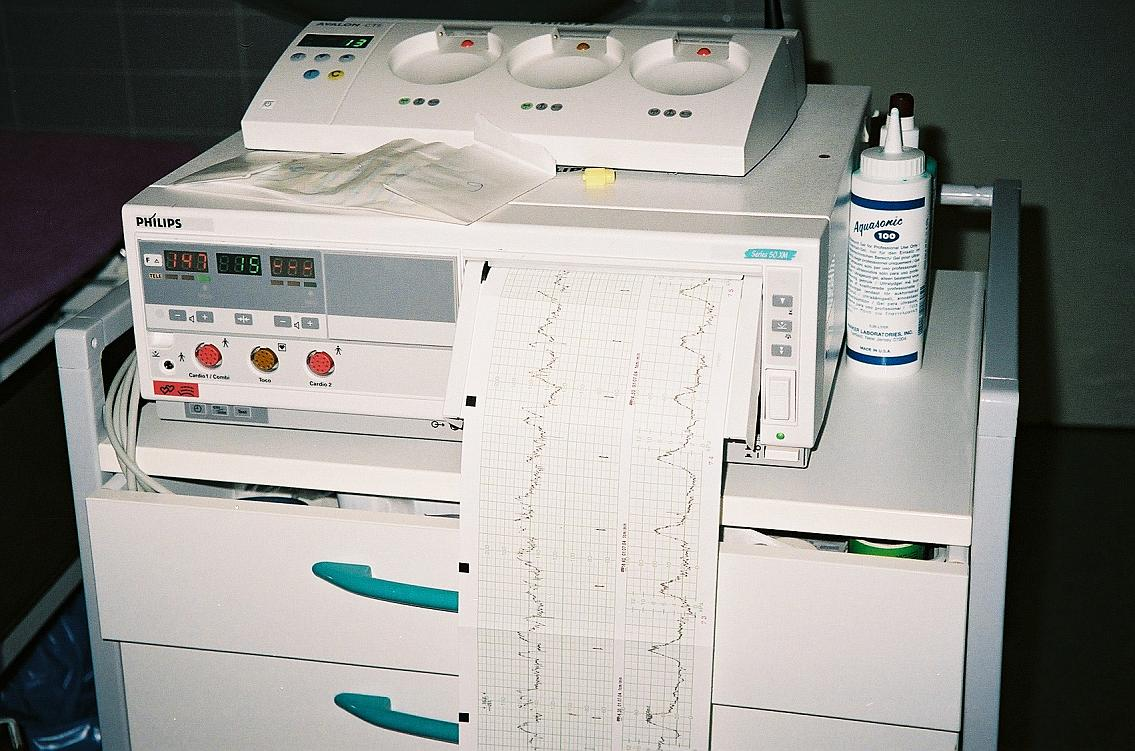
Registro de cardiotocografía.

La cardiotocografía es un método de evaluación fetal que registra simultáneamente la frecuencia cardíaca fetal, los movimientos fetales y las contracciones uterinas.
El registro permite al obstetra o matrona o terapeuta ocupacional valorar el latido cardíaco fetal durante la última etapa de la gestación y la respuesta del bebé a las contracciones durante el trabajo de parto, y hasta el nacimiento.

## Objetivo
Durante el embarazo, valorar por un lado la presencia o ausencia de contracciones uterinas, y por otro, el grado de bienestar fetal.
Durante el trabajo de parto, establecer gráficamente la frecuencia e intensidad de las contracciones uterinas y la respuesta fetal.

## Tipos

### Según invasividad
Cardiotocografía externa
Es un método no invasivo, que consiste en la obtención del registro a través de la piel abdominal, con un transductor de ultrasonidos que con ayuda de un gel conductor registra la frecuencia cardiaca fetal, y un transductor de presión que registra la dinámica uterina. Ambos transductores están conectados al monitor de cardiotocografía, que imprime los resultados en papel.
La posición es indiferente, aunque se recomienda evitar el decúbito supino por las reacciones vasovagales derivadas de la compresión de la vena cava. En caso de que, por comodidad de la gestante, o por indicación médica, la posición deba ser tal decúbito, se puede colocar un cojín o elevador bajo una de las caderas para lateralizar el útero e impedir tal compresión.
Los datos que se obtienen son valorados por el profesional en obstetricia, que puede tomar decisiones clínicas en función del resultado obtenido.
Cardiotocografía interna
La cardiotocografía interna es un método invasivo de medición de la frecuencia cardiaca fetal o la dinámica uterina. Se utiliza cuando el registro cardiotocográfico externo no es adecuado, por dudoso o disfuncional.
El registro de la frecuencia cardiaca fetal se lleva a cabo a través de un electrodo que se coloca directamente sobre el cuero cabelludo del feto a través de una exploración vaginal por el obstetra o la matrona. Posteriormente se conecta al monitor, igual que el externo.
Para el registro de la dinámica uterina, se coloca una sonda de presión en el interior del útero, que registra con exactitud las contracciones.
La cardiotocografía interna solo se utiliza para el registro intraparto.

### Según momento de realización
Cardiotocografía en reposo
Se puede llevar a cabo desde las 27 semanas de gestación. Trata de valorar el grado de bienestar fetal basándose en la frecuencia cardiaca fetal y sus cambios.
Es importante evitar el ayuno antes del test para favorecer la actividad del feto; si no se presenta ningún tipo de actividad fetal pasados 20 minutos, se le puede dar a la gestante algo de glucosa, estimular al feto manualmente o recurrir a un test de estimulación vibroacústica.
Cardiotocografía en fase de parto

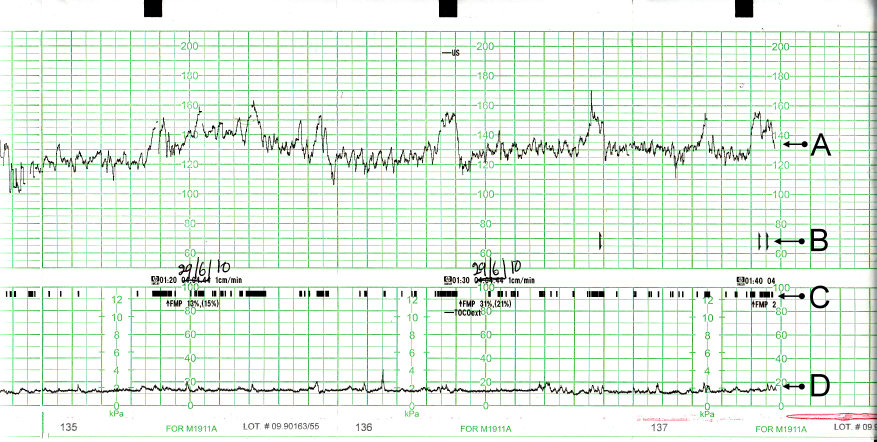
Cardiotocografía sin contracciones
A: Los latidos del corazón del feto; B: Indicación que muestra los movimientos que siente la madre (debida a la presión de un botón); C: El movimiento fetal; D:Las contracciones uterinas

Es un método final de monitorización que valora la capacidad de la placenta para oxigenar adecuadamente al feto durante el trabajo de parto.

## Interpretación
En la valoración de la frecuencia cardiaca fetal, se deben interpretar determinados parámetros:
- Línea de base: La frecuencia cardiaca basal, en periodos sin contracción ni movimiento, debe oscilar entre 110 y 160 latidos. Una bradicardia (por debajo de 110) o taquicardia (superiores a 160) debe ser estudiada.
- Aceleración: Es la elevación de la frecuencia cardiaca por encima de 15 latidos sobre su línea basal, durante más de 15 segundos. Es signo de bienestar fetal.
- Variabilidad: Es la irregularidad en la frecuencia cardiaca. Un registro variable es signo de salud fetal.

, un ritmo menor o mayor puede indicar pérdida de bienestar fetal.
- Movimientos: Suelen producir aceleraciones, por lo que también son indicativo de buena salud del feto. Una disminución en los movimientos puede indicar ahorro de energía por sufrimiento fetal.
- Deceleraciones: Es la disminución de la frecuencia cardiaca de más de 15 latidos durante más de 15 segundos. Pueden coincidir o no con la contracción, y según el momento en que se produzcan puede indicar compresión de la cabeza fetal, patología de cordón o placenta, o hipoxia fetal.

## Riesgos
No existen riesgos asociados con la monitorización externa, a pesar de lo cual el obstetra o matrona debe informar adecuadamente del procedimiento, objetivos, y razón por la cual se lleva a cabo.
La cardiotocografía interna está asociada a infección y equímosis del cuero cabelludo fetal.